# 水車新田
水車新田（すいしゃしんでん）は兵庫県神戸市灘区の大字の一つで、同区北東部、都賀川上流の六甲川と大土平川の合流地点に住居表示未実施区域を残す。

## 地理
北は六甲山町、東と南は大土平川を隔て鶴甲、西と北は大月台。

## 歴史
『灘区の町名』によれば、五毛村庄屋 大利五郎右衛門らが菜種油・ゴマ油を搾るために拓いた新田である。『神戸の地名 改訂版』によると、六甲谷川の場合灯油として菜種油を搾る水車を建設したのは紀州の郷士 田林宇兵衛で、新田開発に着手したのが享保8年（1723年）の事らしい。
天明年間（1781～89年）には25両が稼動していたと記録にあり、最盛期には菜種1万5千石、綿実140万石を搾った。寛政には30両も回っていたという。この時酒造家の求めで酒造米をつく米搗き水車に変わった。19世紀初頭以降は幕府の統制強化で原料の菜種入荷が減り、また各地に水車業が興りすぎたため、酒造用米搗き水車に変わらざるを得なかったという。明治維新後も栄えたが、大正末から昭和の初め頃から電気・蒸気による精米に切り替わり、昭和13年の阪神大水害により水車は姿を消した。

## 人口統計
令和2年国勢調査（2020年10月1日）における世帯数66、人口149、うち男性68人、女性81人。